# Шамхорское сражение
Шамхорское сражение — сражение между русскими войсками под командованием генерала В. Г. Мадатова и авангарда 60-тысячной иранской армии под командованием шахзаде Мохаммеда, сына Аббас-Мирзы, и эриванского сардара Амир-хана, произошедшее 3 (15) сентября 1826 года у селения Шамхор (ныне г. Шамкир, Азербайджан), на р. Шамхорчай (Шамхорка), во время Русско-персидской войны 1826—1828 годов.

## Перед битвой
После вторжения в середине июля 1826 года в Карабах 40-тысячная иранская армия Аббас-Мирзы была задержана осадой крепости Шуша. 22 августа (3 сентября) отряд Мадатова по приказу Ермолова выступил навстречу 3-тысячному персидскому отряду под командованием Зураб-хана, который расположился на одном из притоков реки Тауса. Однако персидский отряд заблаговременно отступил и занял позицию на одной из вершин. Мадатов приказал штурмом выбить персидский отряд. В ходе небольшого боя персы отступили к Елисаветполю, а шамшадильские татары (азербайджанцы) разъехались по своим селениям. Узнав об этом, Ермолов отправил Мадатову батальон Херсонского гренадерского полка и приказал занять Елисаветполь. 25 августа (6 сентября) Мадатов выступил в направлении Елисаветполя. В его отряд входили пять рот Грузинского полка, батальон Херсонского гренадерского полка, три роты егерей 41-го полка, казаки и милиция, к тому же имелось 12 орудий.
Персы подошли к Елисаветполю раньше. Сын Аббас-Мирзы Мохаммед с 10-тысячным отрядом выступил навстречу русским к селению Шамхор. 1 (13) сентября к нему присоединился эриванский сардар Амир-хана с 4-тысячным отрядом и 2 орудиями. 3 (15) сентября казаки и кавказские татары (азербайджанцы) атаковали авангард персидского отряда и вынудили их отступить за Шамхор.

## Битва
Боевой порядок иранских войск был построен в форме полумесяца, выгнутого в сторону противника, в центре его находилась регулярная пехота (сарбазы), а на флангах — иррегулярная конница (гулямы). Сзади располагались орудия и фальконеты. Мадатов, несмотря на большое превосходство противника в силах, с ходу атаковал его позиции. При поддержке артиллерии конница завязала бой на флангах, а пехота ударом в штыки прорвала центр войск иранцев. Разгром пришедшего в замешательство противника был завершён конной атакой грузинских и татарских (азербайджанских) ополчений. У иранцев насчитывалось 2 тысячи потерь, у отряда Мадатова — всего 27 человек.
Потто В.А. Кавказская война: В 5 тт:, т.3. Персидская война 1826—1828 гг.:

Шамхорская битва длилась недолго и была несложна. Она окончилась одним стремительным ударом. Сопротивление неприятеля было так слабо, что блистательная победа, разгром в пять раз сильнейшего врага,- стоили русским войскам всего двадцать семь человек, выбывших из строя, в то время, как потери неприятеля были громадны. По сознанию самих персиян, они потеряли в этот фатальный для них день свыше двух тысяч человек одними убитыми. Шахская гвардия, участвовавшая в деле, более не существовала,- она почти вся легла под ударами русской конницы. Пространство от Шамхора до Елизаветполя, на протяжении тридцати с лишком верст, устлано было неприятельскими трупами. Об этом свидетельствовал, между прочим, и сам Паскевич, проезжавший, спустя восемь дней, через поле битвы,- а Паскевича никак нельзя заподозрить в пристрастии к Мадатову или в желании преувеличить значение шамхорской победы. 
Трофеями сражения были: одно орудие английской артиллерии, одиннадцать фальконетов вместе с верблюдами и семьдесят пять человек пленных.

## Отступление персидских войск
Покидая Елизаветполь (Гянджу), персы разграбляли имущество местных жителей.

Потто В.А. Кавказская война: В 5 тт:, т.3. Персидская война 1826—1828 гг.:

Целые кварталы свидетельствовали о печальных событиях, пронёсшихся над городом, и старая Ганжа, когда-то оплот Азербайджана, мрачно возвышалась теперь над остатками опустошённого города. 
Менее других пострадало армянское население, выказавшее вообще много твёрдости и решимости во всё пребывание персиян в городе. Населяя отдельный форштадт, армяне его укрепили и, поставив на всех входах и выходах сторожевые караулы, объявили, что будут служить персиянам, но под условием, чтобы ни один их солдат не показывался в квартале и чтобы все требования персидского правительства производились не иначе, как через посредство выбранных ими самими старшин. Всякое насилие они положили отражать оружием и в случае крайности стоять до последнего. Умный Назар-Али-хан видел бесполезность силы и решил прибрать к рукам армянское население хитростью. Он предложил им, под видом особой любезности со своей стороны, сложить всё их имущество и даже перевести семьи внутрь цитадели для безопасности на случай появления русских и штурма ими города. Армяне, понимая, в чём дело, отклонили это предложение; татары, напротив, вдались в обман и были жестоко наказаны за своё легковерие; покидая крепость, персияне увели с собой и всех татарских женщин.

Потто В.А. Кавказская война: В 5 тт:, т.3. Персидская война 1826—1828 гг.:

Вступление Мадатова в древнюю Ганжу было торжественно. Всё христианское население, предшествуемое духовенством в белых пасхальных ризах, с хоругвями и крестами, вышло навстречу к русским войскам как к своим избавителям. Колонны остановились. Мадатов, сойдя с коня, просил духовенство отслужить благодарственный молебен. Жители подносили солдатам хлеб и вино, бросались к ногам Мадатова, обнимали его колени. Войска вступили в город и заняли цитадель, над которой тотчас же развилось победное русское знамя. Всё ожило в мрачном перед тем Елизаветполе, и в роскошных садах его, весь день и всю ночь, до самого утра, раздавались песни и восклицания: «Кгчах (молодец) Мадатов!» 
Так ликовали армяне; но злобно смотрели татарские беки,- Шамхорская победа рассеяла их политические мечты. Исчезнувшее персидское знамя на цитадели заменилось знаменем русским,- и как всё это просто, спокойно совершилось: персияне исчезли; русские, под командой знакомого всем князя Мадатова, вошли и стали в цитадель, как будто бы никогда её не покидали.

## Итоги битвы
Поражение персидских войск под Шамхором вынудило Аббас-Мирзу 5 (17) сентября 1826 года снять осаду Шуши.
10 (22) сентября в Елизаветполь прибыл генерал И. Ф. Паскевич, который вступил в командование русскими войсками.
13 (25) сентября состоялось сражение под Елизаветполем, в котором иранская армия была разгромлена, что предрешило изгнание её с российских территорий.
Русский биографический словарь:

10 сентября в Елисаветполь прибыл ген.-ад. Паскевич и принял начальство над всеми войсками в городе, состоявшими из 6 батальонов пехоты, 1 кавалерийского и 2 казачьих полков, 24 орудий, татарской и грузинской конницы. 13-го числа в 7 верстах от города расположился Аббас-Мирза с 15000 пехоты, 20000 кавалерии и 26 орудиями. Несмотря на неравенство сил, Паскевич по настоянию Мадатова решился дать сражение. Победа была полная; главный виновник её, Мадатов, гнал на другой день неприятеля ещё 23 версты; персы бежали, уже не сопротивляясь, сажая пехоту на лошадей конницы.